# 大西淳
大西 淳（おおにし あつし、1934年10月27日 - ）は、日本の実業家。四国電力社長や、同社会長、四国経済連合会会長を務めた。旭日大綬章受章。

## 人物・経歴
香川県出身。1953年香川県立丸亀高等学校卒業。1957年香川大学経済学部卒業、四国電力入社。1995年常務取締役。1996年常務取締役電源立地推進本部長。1998年取締役副社長電源立地推進本部長。1999年代表取締役社長、日本原燃取締役。2005年四国電力取締役会長。2008年旭日大綬章受章。2009年四国電力相談役。